# Dihammaphora peruviana
Dihammaphora peruviana là một loài bọ cánh cứng trong họ Cerambycidae.